# شهرستان بالاکوفسکی
شهرستان بالاکوفسکی (به لاتین: Balakovsky District) یک شهرستان در روسیه است که در استان ساراتوف واقع شده‌است.